# Villaroja (manzana)
Villaroja es el nombre de una variedad cultivar de manzano (Malus domestica). Esta manzana está cultivada en diversos viveros entre ellos algunos dedicados a conservación de árboles frutales en peligro de desaparición. Esta manzana es originaria de la Comunidad Valenciana concretamente en Denia en la comarca de Marina Alta, donde tuvo su mejor época de cultivo comercial en la década de 1960, y actualmente en menor medida aún se encuentra.

## Sinónimos
- "Poma Villaroja",[5]
- "Manzana Villaroja",[7]

## Historia
'Villaroja' es una variedad de la Comunidad Valenciana, cuyo cultivo conoció cierta expansión en el pasado, siendo una de las variedades de las consideradas difundidas, clasificándose en esta manera, pues en las distintas prospecciones llevadas a cabo por las provincias españolas, se registraron repetidamente y en emplazamientos diversos, a veces distantes, sin constituir nunca núcleos importantes de producción. Eran variedades antiguas, españolas y extranjeras, difundidas en el pasado por los viveros comerciales y cuyo cultivo se ha reducido a huertos familiares y jardines privados.

## Características
El manzano de la variedad 'Villaroja' tiene un vigor medio; florece a mediados de abril; tubo del cáliz triangular, ancho y alargado, a veces en forma de embudo con tubo muy corto, y con estambres insertos por la mitad.
La variedad de manzana 'Villaroja' tiene un fruto de tamaño medio a pequeño; forma tronco cónica globosa, aplanada por la parte inferior, suavemente acostillada, presenta contorno irregular; piel semi-fuerte; con color de fondo verde amarillo, importancia del sobre color medio a fuerte, siendo el color del sobre color rojo, siendo su reparto en chapa/pinceladas, con chapa rojo cobrizo con pinceladas de rojo más o menos fuerte llegando a casi negro, acusa punteado uniforme del color del fondo o ruginoso, y una sensibilidad al "russeting" (pardeamiento áspero superficial que presentan algunas variedades) débil; pedúnculo de variada longitud, desde sólo hundido en su cavidad hasta sobresaliendo por encima de esta, de color verdoso y lanoso, anchura de la cavidad peduncular medianamente amplia, profundidad de la cavidad pedúncular de poco a mucha profundidad, con chapa costrada ruginosa que con frecuencia sobrepasa la cavidad, bordes leve o marcadamente irregulares al mismo tiempo que aplanados, y con importancia del "russeting" en cavidad peduncular fuerte; anchura de la cav. calicina variada, profundidad de la cav. calicina poco profunda, de bordes mamelonados que se difuminan a lo largo del fruto en acostillado leve, casi siempre rebajados de un lado, y con importancia del "russeting" en cavidad calicina ausente; ojo de medio a grande, cerrado o entreabierto; sépalos triangulares, de puntas convergentes y a veces vueltas hacia fuera, de color verde y algo tomentoso.
Carne de color blanco crema verdosa con fibras verdosas; textura crujiente, harinosa, suavemente perfumada; sabor característico de la variedad, acidulado; corazón bulbiforme, más bien ancho; eje cerrado o levemente agrietado; celdas pequeñas y alargadas; semillas largas y puntiagudas, color claro.
La manzana 'Villaroja' tiene una época de maduración y recolección muy tardía, invierno, se recoge desde mediados de diciembre hasta mediados de enero, y de larga duración, aguantan hasta el verano siguiente. Se usa como manzana de mesa fresca.